# توني كويل (لاعب كرة قدم)
توني كويل (بالإنجليزية: Tony Coyle)‏ هو لاعب كرة قدم بريطاني في مركز نصف الجناح، ولد في 17 يناير 1960 في غلاسكو في المملكة المتحدة. لعب مع نادي تشيسترفيلد.